# Liorac-sur-Louyre
Liorac-sur-Louyre è un comune francese di 227 abitanti situato nel dipartimento della Dordogna nella regione della Nuova Aquitania.

## Società

### Evoluzione demografica
Abitanti censiti